# Alem, Maren en Kessel

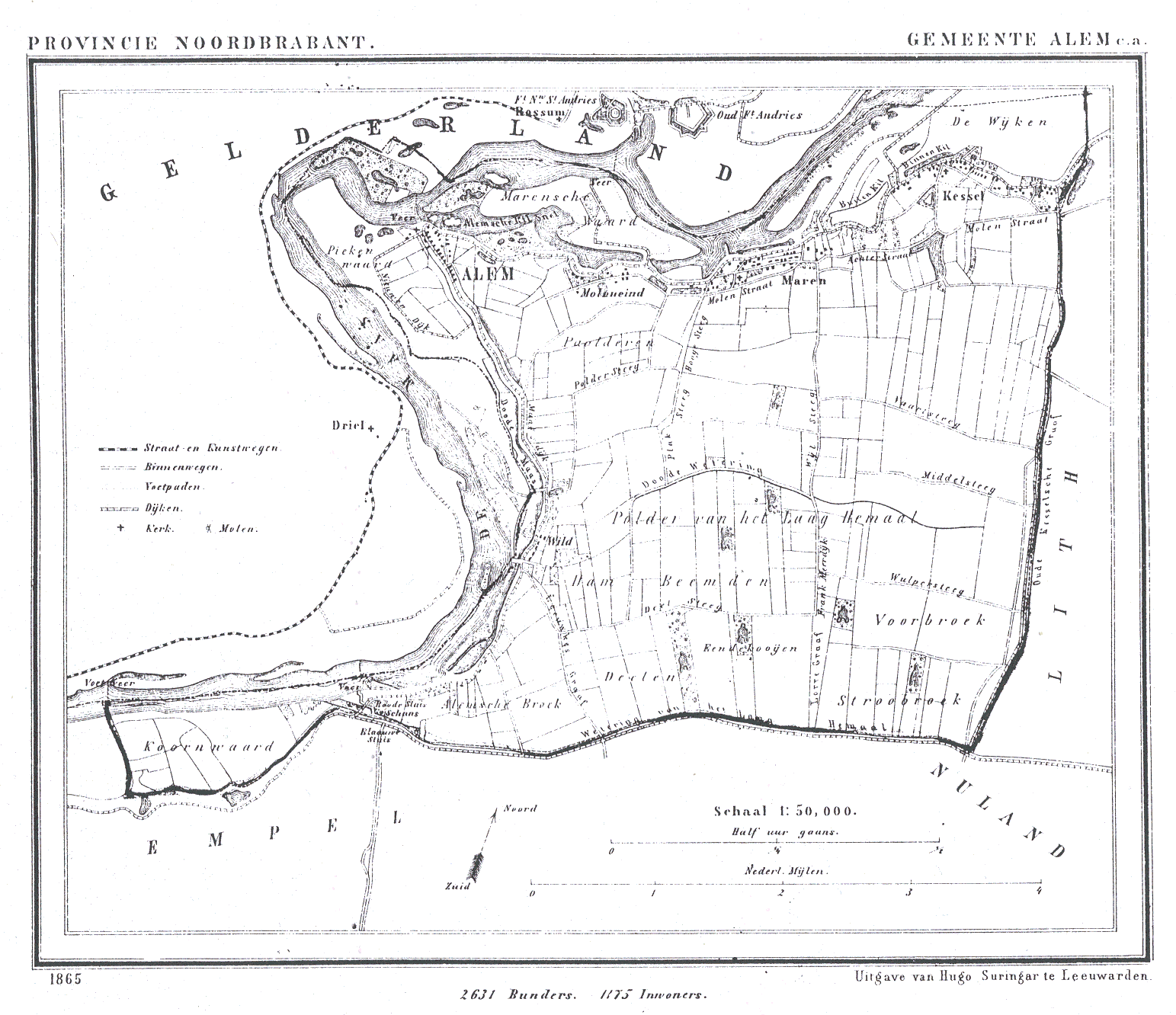
Karte der ehemaligen Gemeinde Alem, Maren en Kessel (1865)

Alem, Maren en Kessel war eine Gemeinde in der niederländischen Provinz Noord-Brabant. Sie wurde am 1. Januar 1821 durch die Vereinigung der drei Gemeinden Alem, Kessel und Maren, die südlich der Maas lagen, gebildet. Nachdem in den 1930er Jahren durch umfangreiche wasserbauliche Maßnahmen die Maas verbreitert, kanalisiert und umgeleitet worden war, lag Alem nördlich des Flusses. Am 1. Januar 1958 wurde die Gemeinde aufgelöst und entlang des Flusslaufs geteilt: Alem schloss sich der gelderschen Gemeinde Maasdriel an und wechselte damit die Provinzzugehörigkeit. Kessel und Maren wurden nach Lith eingemeindet, welches seit 2011 Teil der Gemeinde Oss ist.